# Hrabstwo Prescott i Russell
Hrabstwo Prescott i Russel (fr. Comtés unis de Prescott et Russell, ang. United Counties of Prescott and Russell) – jednostka administracyjna kanadyjskiej prowincji Ontario leżąca w jej południowo-wschodniej części.
Hrabstwo ma 80 184 mieszkańców. Język francuski jest językiem ojczystym dla 66,2%, angielski dla 29% mieszkańców (2006).
W skład hrabstwa wchodzą:
- kanton Alfred and Plantagenet
- gmina Casselman
- kanton Champlain
- miasto (city) Clarence-Rockland
- kanton East Hawkesbury
- miasto (town) Hawkesbury
- kanton Russell
- gmina La Nation